# Kostel svatého Martina (Blansko)
Kostel svatého Martina je jednolodní barokní stavba nacházející se na levém břehu řeky Svitavy ve městě Blansko. Je farním kostelem blanenské farnosti. Jeho vznik v polovině 12. století je spojen s osobou olomouckého biskupa Jindřicha Zdíka. Ve věži je umístěn zvon Poledník, který díky svému gotickému homolovitému tvaru a nápisu bývá považován za jeden z nejstarších na Moravě. Společně s okolním farním areálem je chrám památkově chráněn.

## Historie

### První zmínky
V dobách před dochovanými písemnými prameny byla oblast kostela a přilehlého okolí s velkou pravděpodobností sídlem slovanských předků. Svědčí o tom zejména četné hmotné prameny v podobě zlomků nádob z první poloviny 11. století, které byly nalezeny při severní stěně kostela během archeologickém průzkumu v roce 2017. V roce 1141 je osada Blansko (nikoli kostel) zmíněna společně se sousední Rájcí v listině vypočítávající majetek olomouckých biskupů. Kdy přesně a jakým způsobem tuto oblast olomoučtí biskupové získali, není jasné. Už ve zmíněné době ale podobné nejasnosti vedly k problémům mezi světskou a církevní mocí.

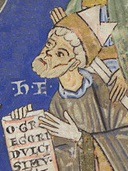
Zakladatel blanenského kostela olomoucký biskup Jindřich Zdík

Osada byla v rámci panství olomouckých biskupů pravděpodobně důležitým bodem moci, proto se tehdejší olomoucký biskup Jindřich Zdík rozhodl postavit v Blansku kostel. Bohulibý záměr ovšem narazil u brněnského údělného knížete Vratislava, jenž tvrdil, že osada Blansko patří jemu a olomoucký biskup nemá žádné právo nový kostel postavit. Pravděpodobně se odvolával na nespecifikovaná práva svých předků, kteří Blansko olomouckému biskupství dříve přenechali. Následný spor mezi knížetem a biskupem ve své kronice k roku 1136 zaznamenal tzv. Kanovník vyšehradský, jeden z pokračovatelů latinsky psané Kosmovy Kroniky české. Kronikář uvádí, že první pokus o urovnání rozporu měl proběhnout před znojemským knížetem Konrádem v Rajhradě. Vzájemné setkání posun v majetkoprávním a patronátním sporu nepřineslo.
Historické prameny dále o stavbě kostela mlčí. Je tudíž nemožné tvrdit, že byl kostel dokončen a Zdíkem vysvěcen v roce 1140. Naopak jako velmi pravděpodobné se jeví dokončení stavby až po smrti jak Jindřicha Zdíka (✝︎ 1150), tak brněnského knížete Vratislava (✝︎ 1156).
Podobu románského kostela ověřovali odborníci pomocí geofyzikálního průzkumu v roce 2006. Ze závěrů vyplývá, že původní stavba byla východně orientovaným jednolodním kostelíkem s odsazenou půlkruhovou apsidou. Podobným způsobem byly stavěny i části kostelů v Bořitově, Brně-Bystrci či Brně-Komárově.

### Středověké proměny
Románský kostelík byl pravděpodobně ve 13. a 14. století přestavěn v gotickém stylu. Průzkum odhalil jihozápadní nároží chrámové lodi, které je vystavěno z pravidelných pískovcových kvádrů s příměsí vápence. Část tohoto zdiva je viditelná v interiéru kostela za pravou zpovědnicí vedle vstupu.
Gotická přestavba s sebou přinesla i rozšíření kostela do současné podoby. Ve stěnách byla proražena gotická okna o šířce 1,9 m a výšce 3,65 m a na západní straně byl zbudován gotický štít, jehož obrysy jsou patrné při pohledu z půdy kostela dodnes. Presbytář byl zaklenut žebrovou klenbou, jež později ustoupila barokní přestavbě. Do jihozápadního nároží byl vsazen pískovcový portál, z něhož se do dnešní doby dochovala jeho levá část.
Jak je z popisu gotické přestavby patrné, blanenský kostel musel být společně s celým panstvím významným sídlem, do jehož zvelebení byly investovány velké částky. Listina olomouckého biskupského vikáře Mikuláše z 24. března 1360 zmiňuje výměnu beneficií blanenského faráře a kanovníka kolegiátní kapituly u sv. Mořice v Kroměříži Jana a faráře Petra Vavřincova ze Zbraslavi. Zda byla předmětem výměny i fara v Blansku není zřejmé. Pokud by tomu tak bylo a Petr Vavřincův byl blanenským farářem, měl blanenský kostel za správce osobního kaplana císaře Karla IV. Nákladná přestavba v gotickém slohu proto mohla být financována podobně významnými osobnostmi.

### Barokní přestavba

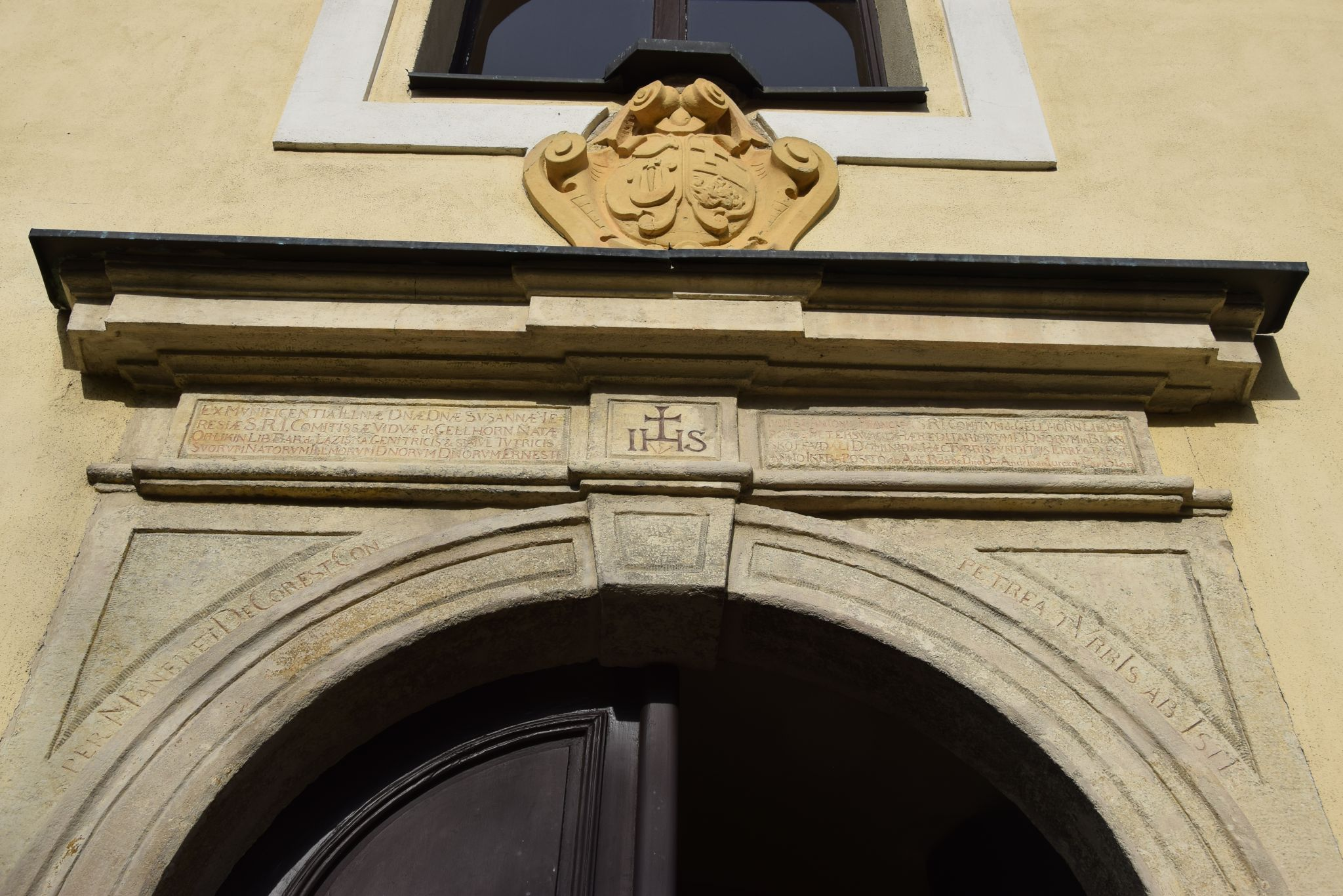
Hlavní vstup do kostela s připomínkou pořízení věže a rozšíření kostela

Velké změny budovu kostela čekaly v barokním období. V roce 1707 byla zahájena stavba věže, kůru a oratoria. Střecha nad kostelem dostala nový krov a zem pokryla nová podlaha. Finanční náklady přestavby nesla vdova po zesnulém majiteli blanenského panství Zuzana Terezie, rozená Orlíková z Laziska, a její synové. Významný počin byl zachycen i na dvou pamětních deskách – jednu společně s erbem majitelů Blanska nalezneme nad kostelním vchodem, druhou pod kůrem.
Na konci 18. století pokračoval stavební ruch na východní straně kostela. Při úpravách presbytáře byla stržena vrcholně gotická žebrovitá klenba a materiál z ní použili při stavbě jižního oratoria se sakristií. Celý prostor následně zaklenula nová klenba. Tuto přestavbu financoval blanenský mlynář Václav Matuška s manželkou Dorotou, což připomíná kámen s latinským nápisem umístěný nejprve za oltářem, nyní v lurdské kapli před kostelem.

### Úpravy v 19. a 20. století
Do nynější podoby exteriér dostavěl z velké části za vlastní peníze blanenský farář František Srbecký na konci 19. století. Při severní straně presbytáře vyrostla v roce 1889 nová oratoř, do jejíhož přízemí byla později přestěhována sakristie. Výměnou prošla okna, nová dlažba pokryla presbytář a do kostela bylo pořízeno nové vybavení. Již o desetiletí dříve nahradil barokní klenbu v chrámové lodi současný strop a klenba presbytáře byla vymalována na modro se zlatými hvězdami.
V obou století proběhly i úpravy spíše degradujícího charakteru – výmalba a barokní pilastry byly postupně nahrazeny strohou břizolitovou omítkou. V 70. letech 20. století došlo k zazdění bočního vchodu v jižní stěně chrámové lodě (dnes je na jeho místě umístěna socha sv. Jana Nepomuckého).

## Interiér

### Presbytář

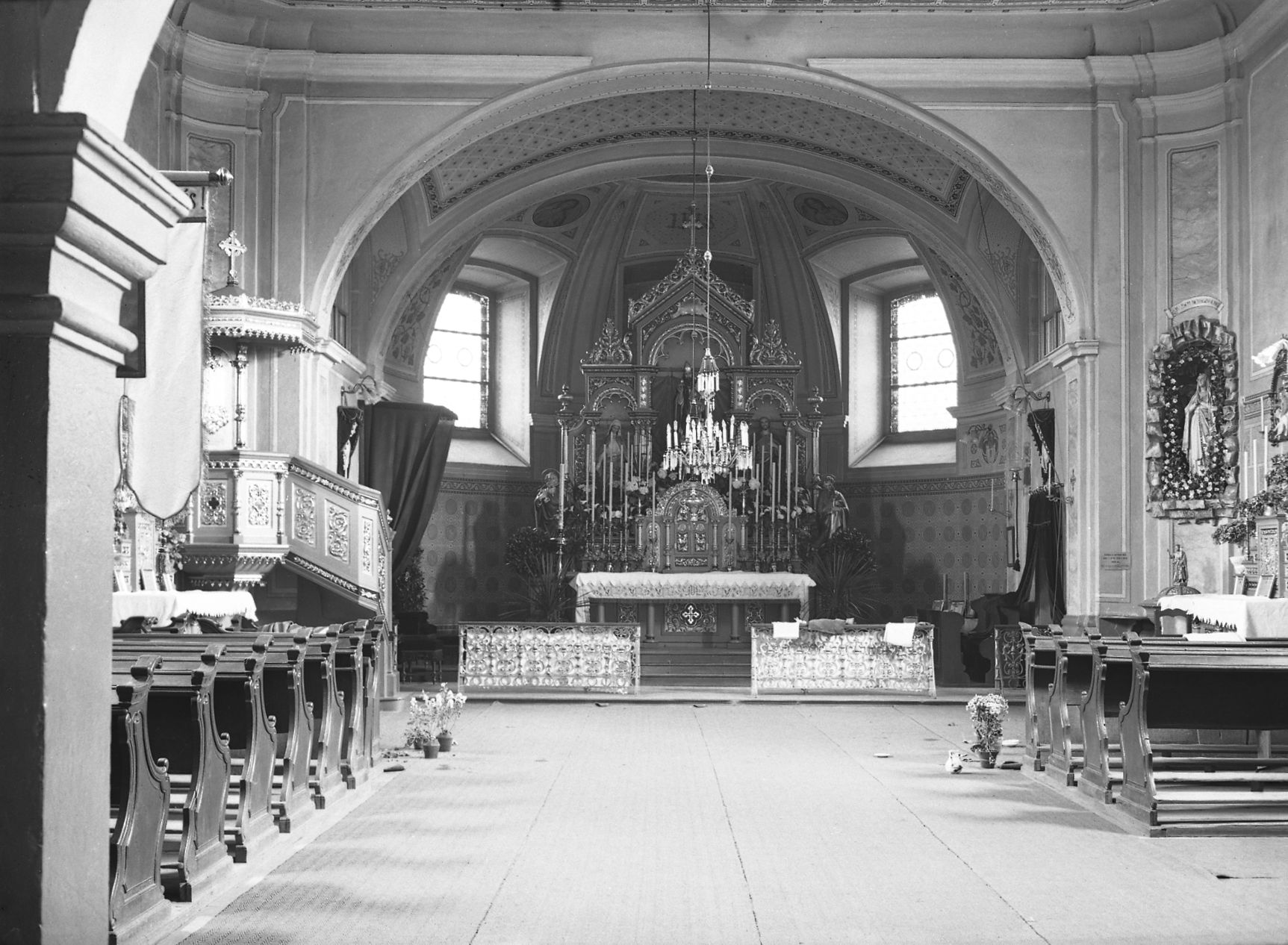
Pohled na zařízení interiéru kostela v roce 1934. Hlavní novogotický oltář sv. Martina doplňují kazatelna a dva boční oltáře.

První zmínka o oltáři zasvěcenému Panně Marii pochází z roku 1520. Po následující staletí prameny o podobě či počtu oltářů mlčí. Změna přichází v polovině 18. století, kdy jsou s rozestupem několika desetiletí pořízeny dva boční oltáře. V roce 1782 během svého pobytu v Blansku zhotovil řezbář František Gallaš tři barokní oltáře s výzdobou, kazatelnu a křtitelnici. Hlavní oltář byl zasvěcen sv. Martinu, boční oltáře Matce Boží a sv. Judovi Tadeášovi. Na konci 19. století byly nákladem faráře Františka Srbeckého pořízeny tři novogotické oltáře. Hlavní oltář sv. Martina zdobily sochy patrona kostela (do roku 2019 umístěné v chrámové lodi), Panny Marie, sv. Josefa, sv. Petra a sv. Pavla. Boční oltáře byly přesvěceny Srdci Panny Marie a Božskému Srdci Páně. Podobu liturgického prostoru rovněž proměnil přesun kazatelny z pravé na levou stranu. Ve 40. letech 20. století byl hlavní novogotický oltář nahrazen prostším obětním stolem se svatostánkem.
Současná podoba presbytáře pochází z 90. let minulého století, kdy bylo rozhodnuto o zjednodušení a zmodernizování liturgického prostoru. Jeden z bočních oltářů byl i se svatostánkem a Božím hrobem přesunut do boční kaple, kde se nachází dodnes. Ostatní vybavení prošlo odbornou demontáží a následně bylo uloženo do depozitáře. Do presbytáře přibyl nový oltář, ambon, sedes a svatostánek z leštěného mramoru. Po stranách sedes byly zbudovány lavice pro přisluhující.

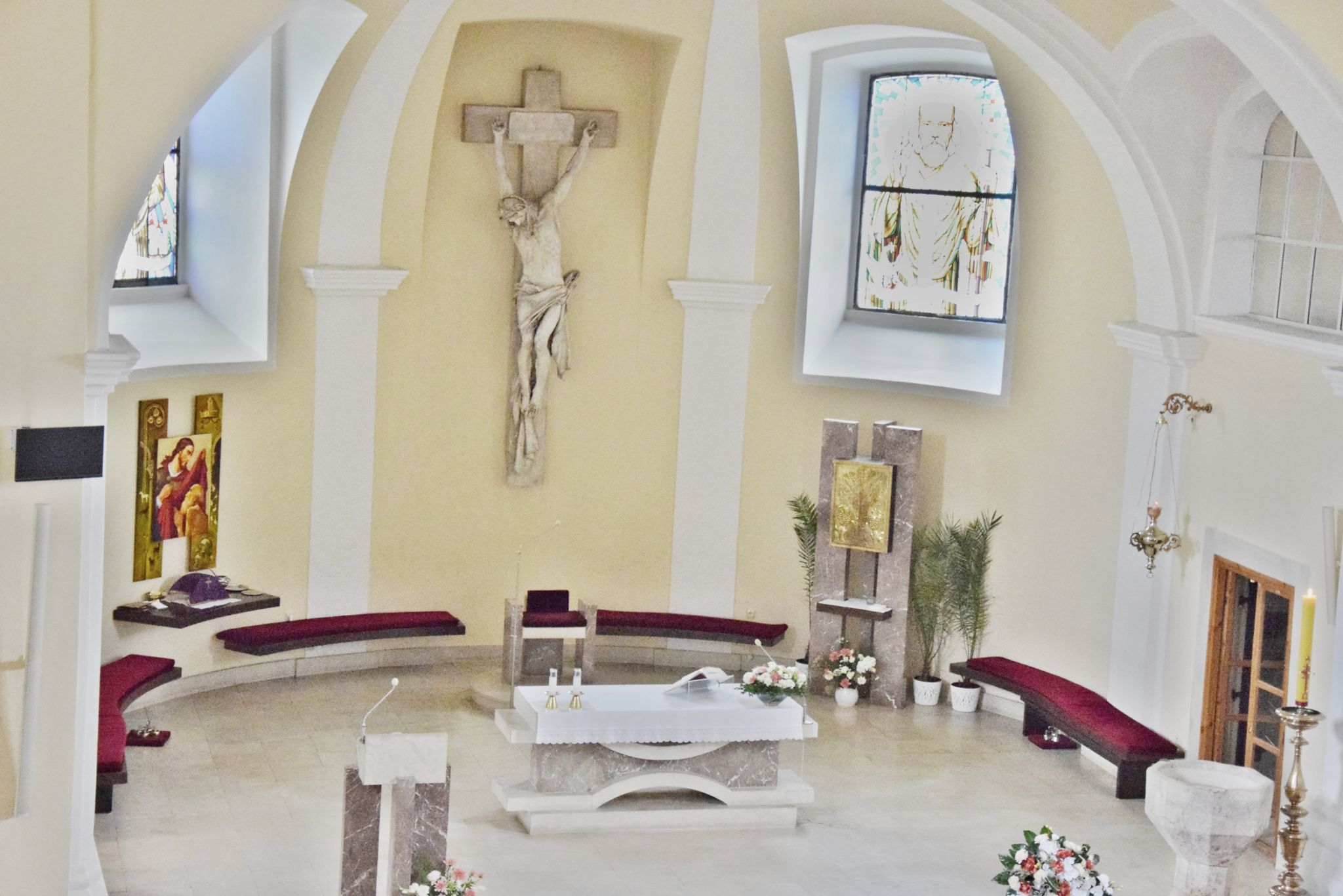
Pohled z kůru na současnou podobu presbytáře

Svatostánek je poměrně netradičně umístěn nikoli v centru presbytáře, ale pod vitrážovým oknem sv. Metoděje. Příčinou této změny bylo dlouhodobé zapůjčení sádrového modelu Ukřižovaného sochaře Josefa Václava Myslbeka z pražské Národní galerie. Zavěšení monumentálního kříže rovněž vedlo k zazdění centrálního okna s vitráží sv. Martina. Patron kostela tím přišel o reprezentativní místo v presbytáři. V rámci výmalby kostela v roce 2019 došlo k pořízení nového obrazu sv. Martina a jeho umístění pod vitrážové okno sv. Cyrila. Autor Sergej Kulina z Kunštátu ve známé scéně obdarování žebráka částí pláště ztotožnil osobu sv. Martina s Ježíšem Kristem. Po obou stranách jsou pak znázorněny proměny světcova života včetně odkazů na současné svatomartinské tradice. Obraz společně s novou budovou komunitního centra Lotos požehnal při slavnostní bohoslužbě kardinál Dominik Duka.
Zařízení presbytáře doplňuje kamenná pozdněgotická křtitelnice z druhé poloviny 15. století umístěná při vchodu do jižní oratoře. Byla objevena na konci 20. století zakopaná na zahradě rájecké fary a nahradila novogotickou předchůdkyni z roku 1889.

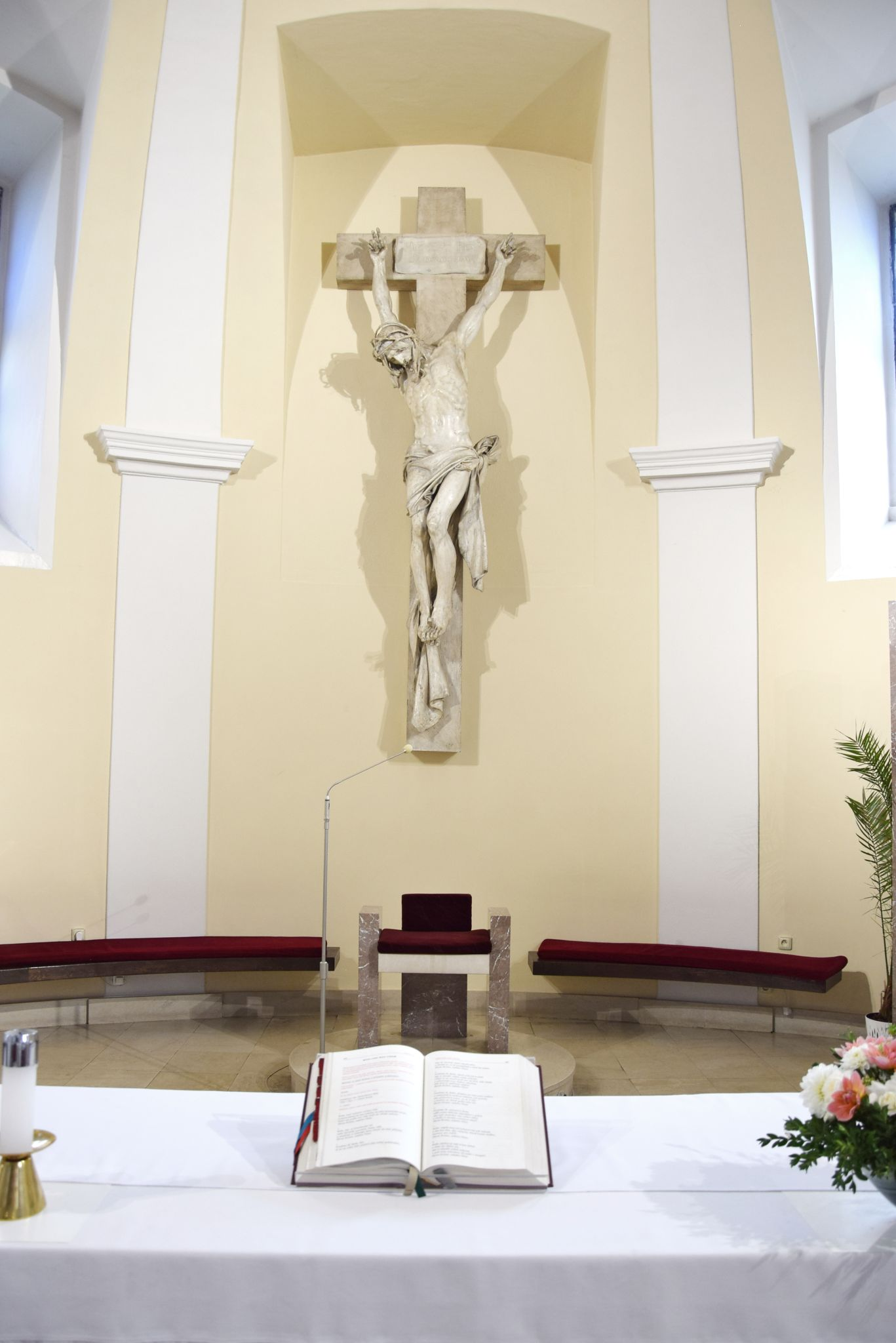
Sochu Ukřižovaného vytvořil Josef Václav Myslbek na zadání rodiny Ringhofferů jako stěžejní prvek rodové hrobky v obci Kamenice u Prahy. Kristovo útlé tělo je znázorněno v smrtelné křeči, s vzedmutým hrudníkem a s hlavou svěšenou k rameni. Spodní část jeho těla je zakryta splývavou rouškou, na hlavě spočívá trnová koruna. Kříž představuje jedno z kanonických děl českého umění 19. století, samotný umělec byl za něj oceněn i v zahraničí.

### Sakristie, kaple a oratoře
Po obou stranách presbytáře k liturgickému prostoru přiléhají dvě oratoria se sakristií a kaplí v přízemí. Starší z nich je orientována na jižní straně a byla zbudována při přestavbě presbytáře v roce 1793 díky bohaté donaci mlynáře Václava Matušky a jeho ženy. Upomínkou na tento čin je kámen umístěný v lurdské kapli před kostelem. V přízemí dříve byla sakristie, nyní se zde nachází kaple s novogotickým oltářem, svatostánkem a Božím hrobem původně umístěnými v lodi chrámu. V době vánoční se na oltář staví rozsáhlý betlém, jehož historie sahá až do roku 1755. Oratoř nad kaplí slouží jako schönstattská svatyně. Současná sakristie se nachází v přízemí oratoře při severní stěně kostela. Její zbudování proběhlo na konci 19. století zásluhou blanenského faráře Františka Srbeckého.

### Loď a kůr
Chrámová loď je obdélníkového tvaru s rovným stropem, který byl na místo barokních kleneb vložen při přestavbě na konci 19. století. Na stěnách kromě barokních pilastrů můžeme nalézt sochy Panny Marie a sv. Josefa. V dlažbě pod Josefovou sochou je symbolický otisk šlépěje sv. Martina. Umístěn zde byl při slavnostním otevření moravské větve evropské poutní cesty Via Sancti Martini. Blanenský kostel je pomyslným středem této odbočky od hlavní trasy mezi maďarským rodištěm světce v Szombathely a francouzským biskupským sídlem v Tours. Vybavení stěn doplňuje v pořadí třetí křížová cesta pořízená na objednávku blanenského faráře Františka Srbeckého u mnichovské firmy Mayerische Kunstanstalt.
Nejstarší uměleckou památkou je pískovcový reliéf s postavou rytíře v krátké suknici s mečem. Původně byl umístěn ve vnější jižní zdi kostela, kde byl objeven v 90. letech 20. století. Je ztotožňován s osobou sv. Martina, věrohodně ale tento závěr tvrdit nemůžeme. Jistá je ale doba vzniku – nejčastěji se skloňuje druhá polovina 12. století.
Ve vstupní části lodi se nachází kůr, který byl pořízen při zásadním rozšíření kostela na počátku 18. století. Latinsky psaná pamětní deska připomínající stavbu nejen kruchty, ale i současné věže a dalšího vybavení je umístěna napravo od vstupu do lodi. Po obou stranách vstupu jsou umístěny dvě zpovědnice pocházející z počátku 20. století. Zbytek prostoru chrámové lodi vyplňují lavice pocházejícími z přelomu 18. a 19. století, což z nich činí nejstarší dosud užívané vybavení kostela.
V předsíni kostela v přízemí věže je v pravém výklenku umístěna socha Piety, která byla pořízena v roce 1909. Pod ní je umístěna deska s českým textem Stabat Mater věnovaná blanenskými železárnami.

### Varhany

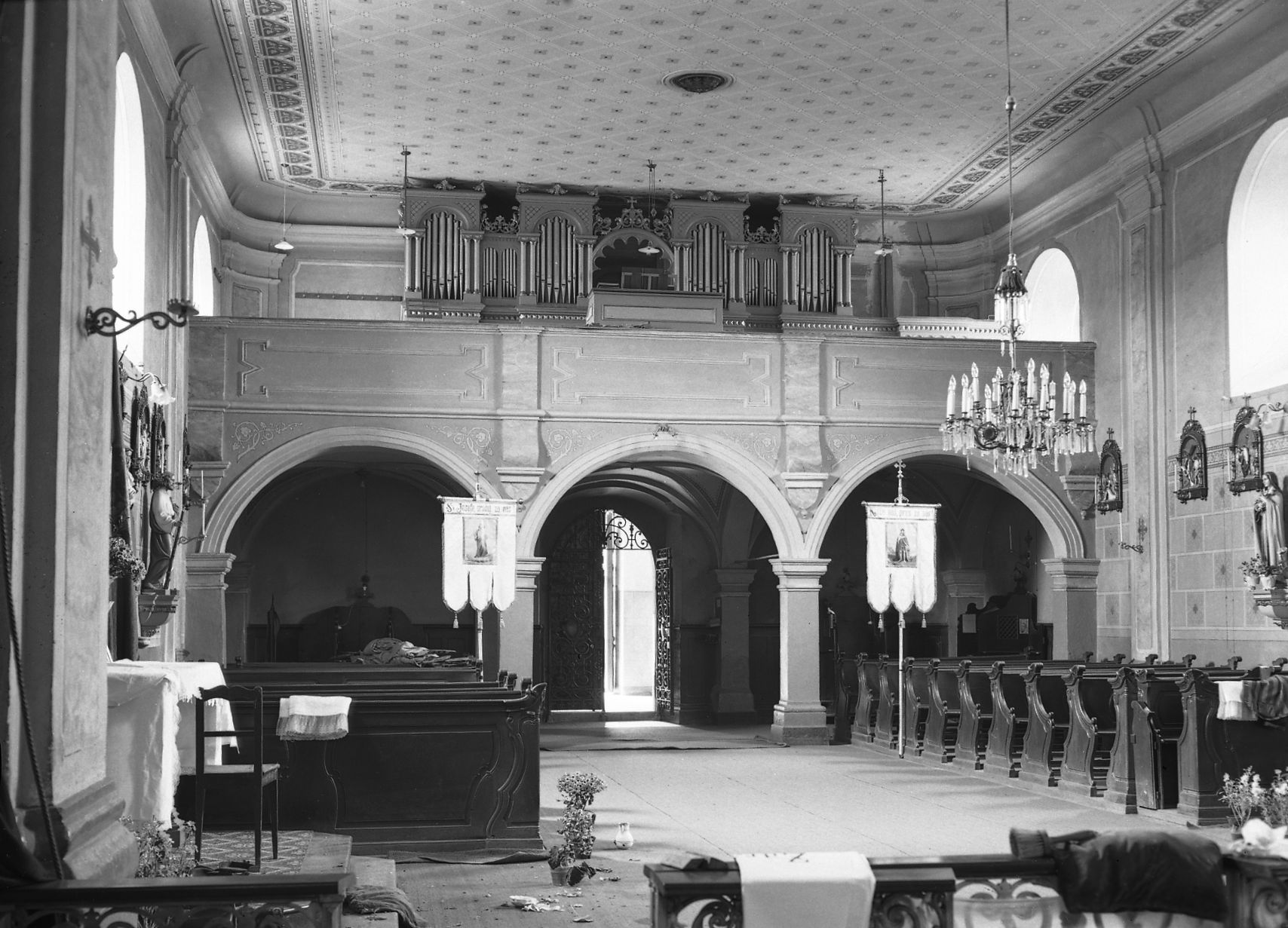
Pohled do lodi kostela na snímku z roku 1934. Patrná je pestrá výmalba, boční oltáře a varhany z roku 1907.

První zpráva o varhanách pochází z roku 1695, kdy měl být postaven brněnským varhanářem nový varhanní stroj. O šedesát let později do kostela přibyly nové varhany, aby byly za pět let znovuzbudovány na náklady blanenského mlynáře Ondřeje Plhala. V následujícím staletí několikrát prošly opravami a v roce 1858 byly nahrazeny novým strojem o 8 znějících rejstřících. Varhany z poloviny 19. století pomalu přestávaly stačit, proto na počátku století 20. bylo rozhodnuto pořídit nové. Stroj o 13 znějících rejstřících a 810 píšťalách byl slavnostně posvěcen v roce 1907.

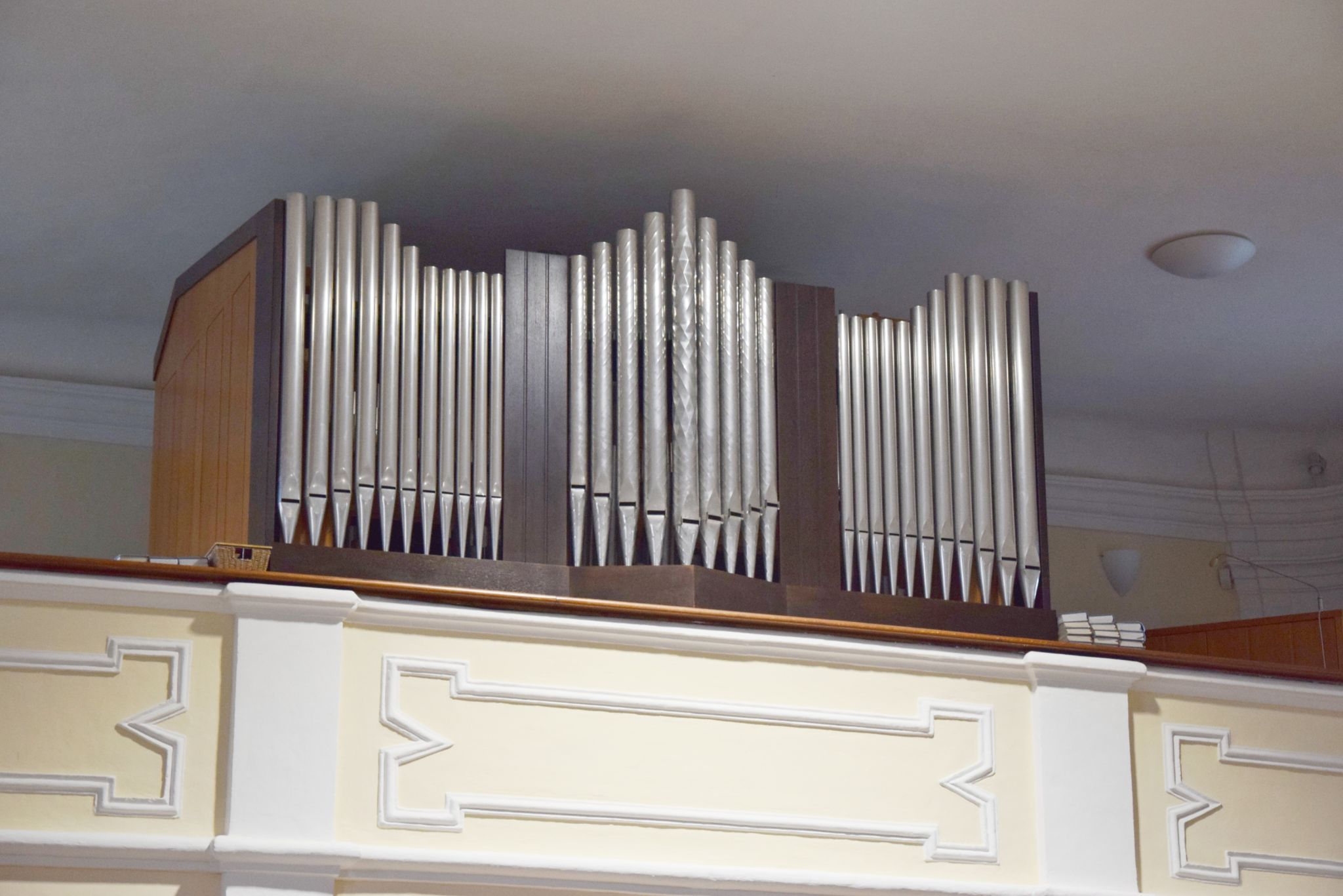
současné varhany

Současný varhanní stroj pochází z roku 2003, kdy nahradil již nevyhovující a několikrát přestavovaný nástroj z roku 1907. Autorem dvoumanuálových varhan o 20 znějících rejstřících postavených na elektropneumatické soustavě z kuželovitých vzdušnicích je Pavel Plhoň z Rájce-Jestřebí. Při realizaci se musel vypořádat s poměrně specifickým prostorem kostela, který postrádá dostatečné akustické podmínky.

### Krypta

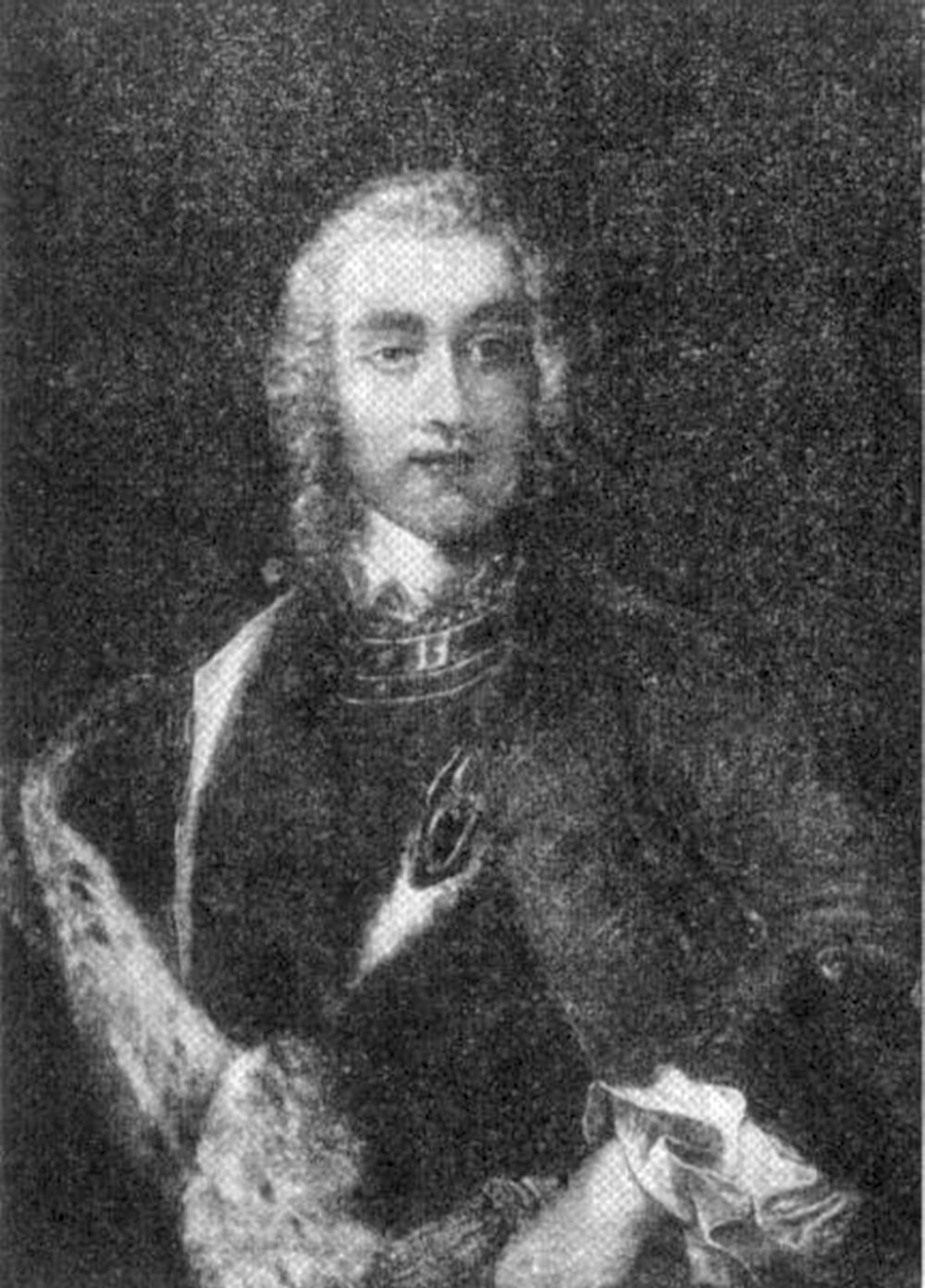
Hrabě Arnošt Julius Leopold z Gellhornu, majitel Blanska v letech 1694–1702

Pod chrámovou lodí se nachází hrobka, jejíž příběh je ale zahalen mnoha nejasnostmi. Archeologický průzkum lokalizoval její polohu a upřesnil rozměry 5 x 6 metrů. Zřízení krypty mělo proběhnout v polovině 17. století v době, kdy blanenské panství vlastnili Lvové z Rožmitálu. Právě členové tohoto šlechtického rodu v ní měli být pohřbeni. Prokazatelně prvním pochovaným příslušníkem byl v roce 1680 Zdeněk Václav Lev z Rožmitálu, předpokládá se ale pohřbení jeho otce Kašpara Melichara Baltazara Lva z Rožmitálu a děda Zdeňka Františka Lva z Rožmitálu. Kromě Lvů z Rožmitálu našli v kostelní kryptě poslední odpočinek i dva příslušníci rodu Gellhornů. Některé prameny dále uvádí jména 11 blanenských farářů ze 17. a 18. století. Není však jasné, zda byli uloženi přímo v hrobce, jejím okolí či na hřbitově, jenž kostel obklopoval. Jistotu by nejspíše přineslo otevření krypty a její archeologický průzkum.

### Věž, zvony a vyhlídka
Z pramenů vyplývá, že věž byla součástí kostela (případně v jeho blízkém okolí) od konce 17. století. Není však možné říci, jak vypadala a kde stála. Josef Pilnáček její domnělou podobu přibližuje pomocí vížky kostela sv. Kateřiny Alexandrijské v obci Svatá Kateřina. Věž v současné podobě byla zbudována v rámci velké přestavby kostela na počátku 18. století. Uvnitř můžeme nalézt čtyři patra (první se vstupem na kůr, druhé se vstupem na půdu kostela, třetí a čtvrté zvonové), přičemž ve třetím a čtvrtém je věž prolomena obloukovitými okny opatřenými okenicemi. Vrchol věže uzavírá báň s osmibokou lucernou završenou cibulí.

#### Zvon Poledník

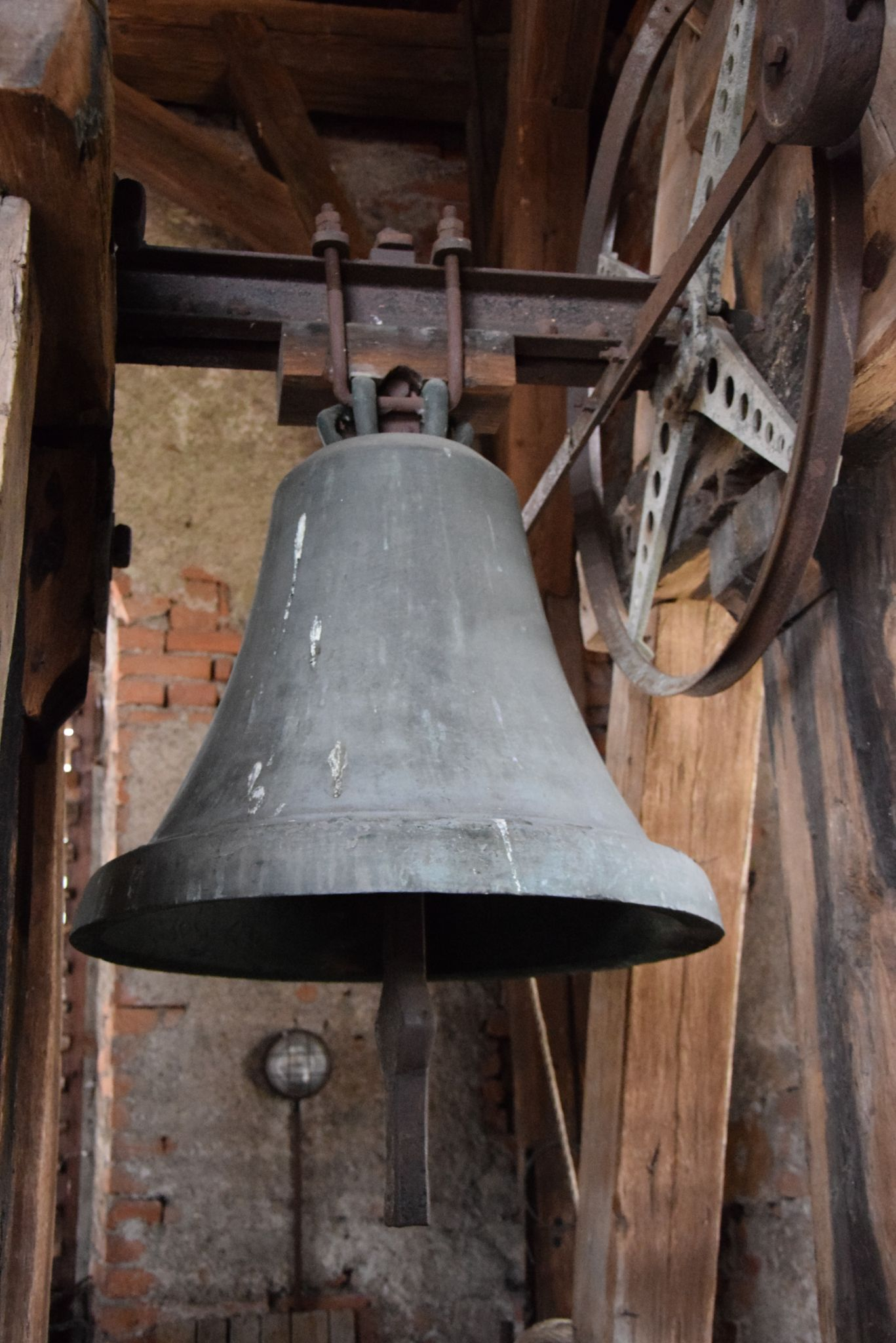
zvon Poledník

Příběh blanenských zvonů je podobně komplikovaný jako podoba a umístění první věže. Nejvíce otazníků vyvolává nejstarší dochovaný zvon Poledník. Prameny hovoří o hmotnosti 840 kg, průměru 74 cm a výšce (i s uchy) 70 cm. Starobylost Poledníku potvrzuje minimální zdobení a zvláštní homolovitý tvar. Nápis na zvonu (umístěný na vypouklé straně zvonu a tudíž čitelný pouze při pohledu shora) „O rex gloriae veni in pace“ (Ó, Králi slávy, přijď v pokoji) odpovídá střelným modlitbám užívaných v Evropě ve 12. století. Je jisté, že zvon byl ulit před rokem 1400, přesnou dataci však není možné určit. Faktem zůstává, že se jedná o jeden z nejstarších funkčních zvonů na českém území. Jeho užití je omezeno na mimořádné události spojené s životem farnosti (např. Vítání sv. Martina), k jeho rozpohybování je nutná lidská síla.

#### Zvon Panny Marie Pomocnice křesťanů

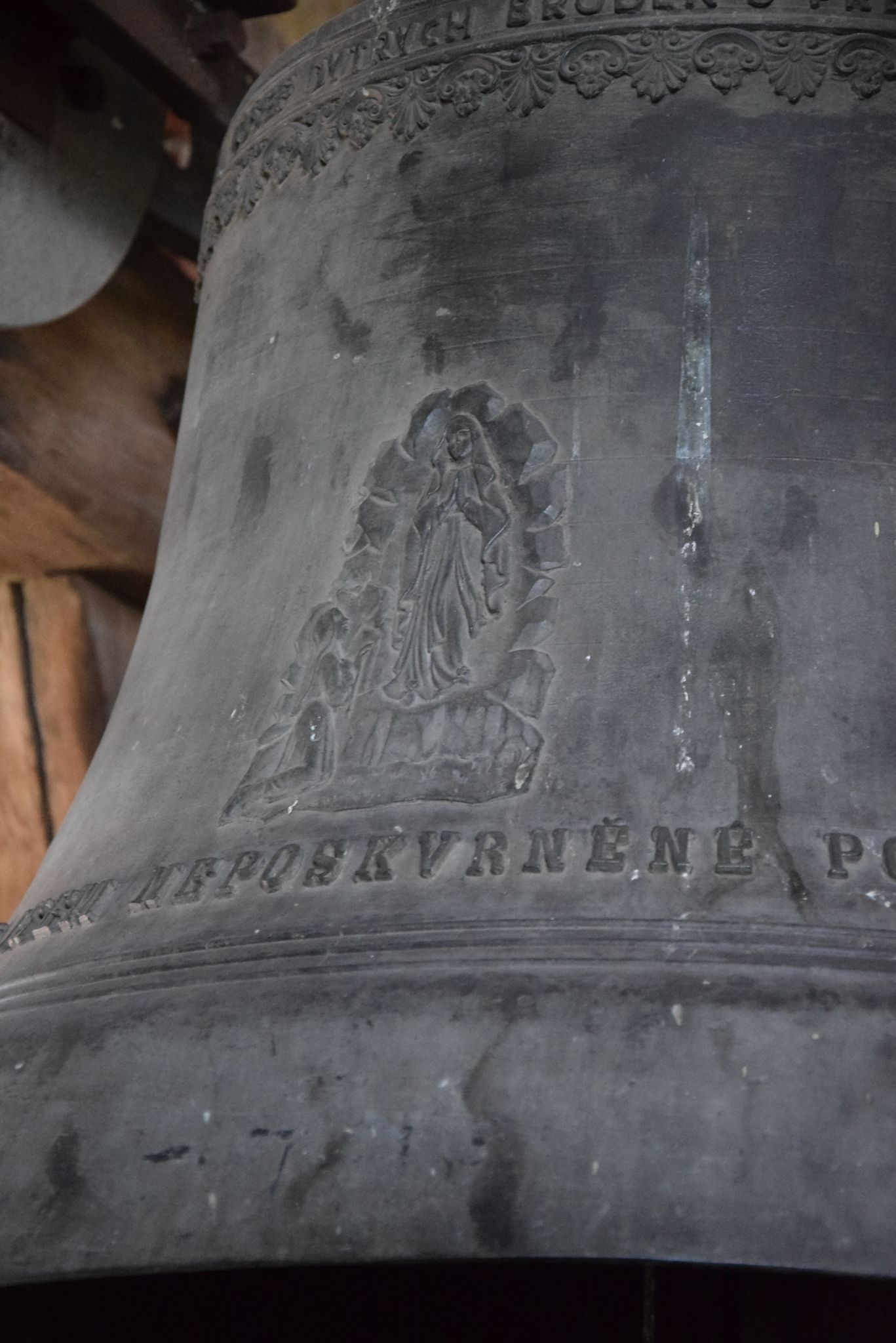
detail výzdoby zvonu Panny Marie Pomocnice křesťanů

Druhý z menších zvonů byl odlit v roce 1958 v dílně Josefa Dytrycha v Brodku u Přerova a společně se zvonem sv. Martin nahradil své předchůdce zrekvírované během obou světových válek. Průměr zvonu je 95 cm, výška (bez závěsu) je 70 cm. Váží cca 600 kg a laděn je v tónu A1. Výzdoba zvonu je nejbohatší a dominuje jí reliéf Panny Marie Lurdské s klečící dívkou nad nápisem „Já jsem neposkvrněné početí“. Na druhé straně je umístěn nápis „Na paměť 100 letého výročí zjevení Panny Marie v Lourdech Blansko L. P. 1958.“ Obyvatelé Blanska jej mohou slyšet nejčastěji, protože vyzvání v časech modlitby Anděl Páně (6. hodina ranní, poledne a 20. hodina večerní).

#### Zvon sv. Martin
Největší blanenský zvon pochází ze stejného roku a stejné dílny jako zvon Panny Marie. Průměr věnce čítá 110 cm a výška (bez závěsu) je cca 97 cm. Váží 900 kg a laděn je do tónu Fis1. Zdoben je pouze pásem ornamentů a nápisem „Svatý Martine, oroduj za nás“. Užívá se ke svolávání věřících před mší svatou.

#### Zvon Sanktusník

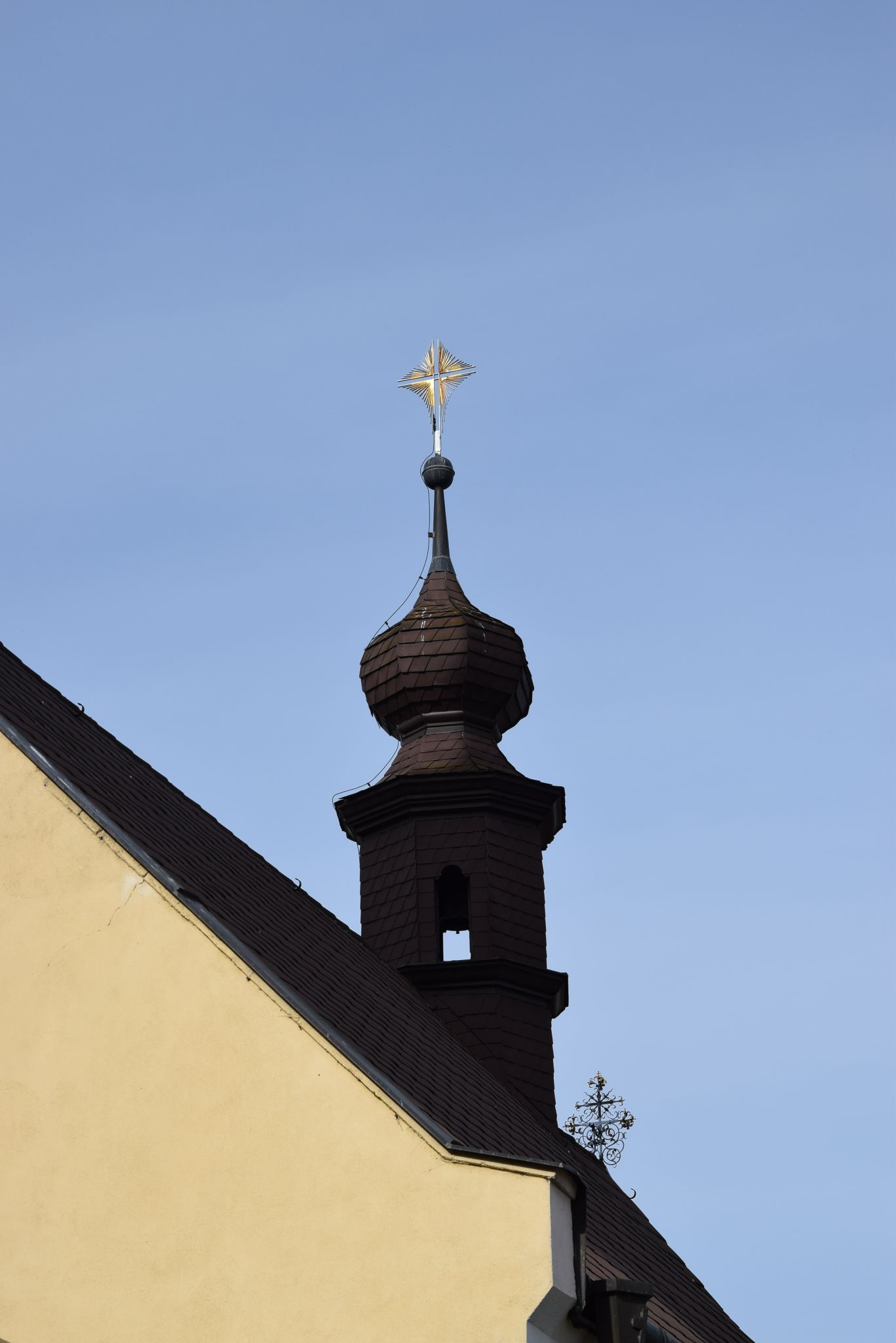
Sanktusní vížka

Nejmenší z blanenských zvonů není umístěn ve věži, ale v malé sanktusní vížce nad presbytářem. Jeho užití bylo spojeno s nejposvátnějšími okamžiky liturgie, tj. zpěvem Sanctus a Proměňováním, což vyžadovalo obsluhu zevnitř kostela. V současné době není využíván, navíc je nepřístupný, proto není známá jeho přesná váha (ve starší literatuře uváděna váha 2 centy, tj. 200 kg) ani ladění.
Z pramenů dále vyplývá, že se na blanenské věži vystřídalo pět dalších zvonů. O některých z nich máme jen kusé informace, naopak některé máme dochované i na fotografiích. Nejdéle užívaným zvonem byl pravděpodobně zvon sv. Martin (zvaný též „Hrubý“), který na věži visel od roku 1699. Vážil 1 568 kg a průměr čítal přes 340 cm. Zdoben byl reliéfy sv. Martina, sv. Barbory a Ukřižování Páně. Společně s půltunovým zvonem Panny Marie, sv. Cyrila a Metoděje a sv. Františka Saleského, odlitého v roce 1907, bohužel padl za oběť válečným rekvizicím.
V roce 2012 byla věž se zvony zpřístupněna široké veřejnosti. Průvodcovskou službu zajišťují studentky a studenti oboru Cestovní ruch blanenské Střední školy cestovního ruchu a gastronomie. Na stránkách farnosti je možné nalézt přesnou otvírací dobu i kontakt pro mimořádné prohlídky.

## Okolí

### Lurdská kaple a pamětní deska Jindřicha Zdíka

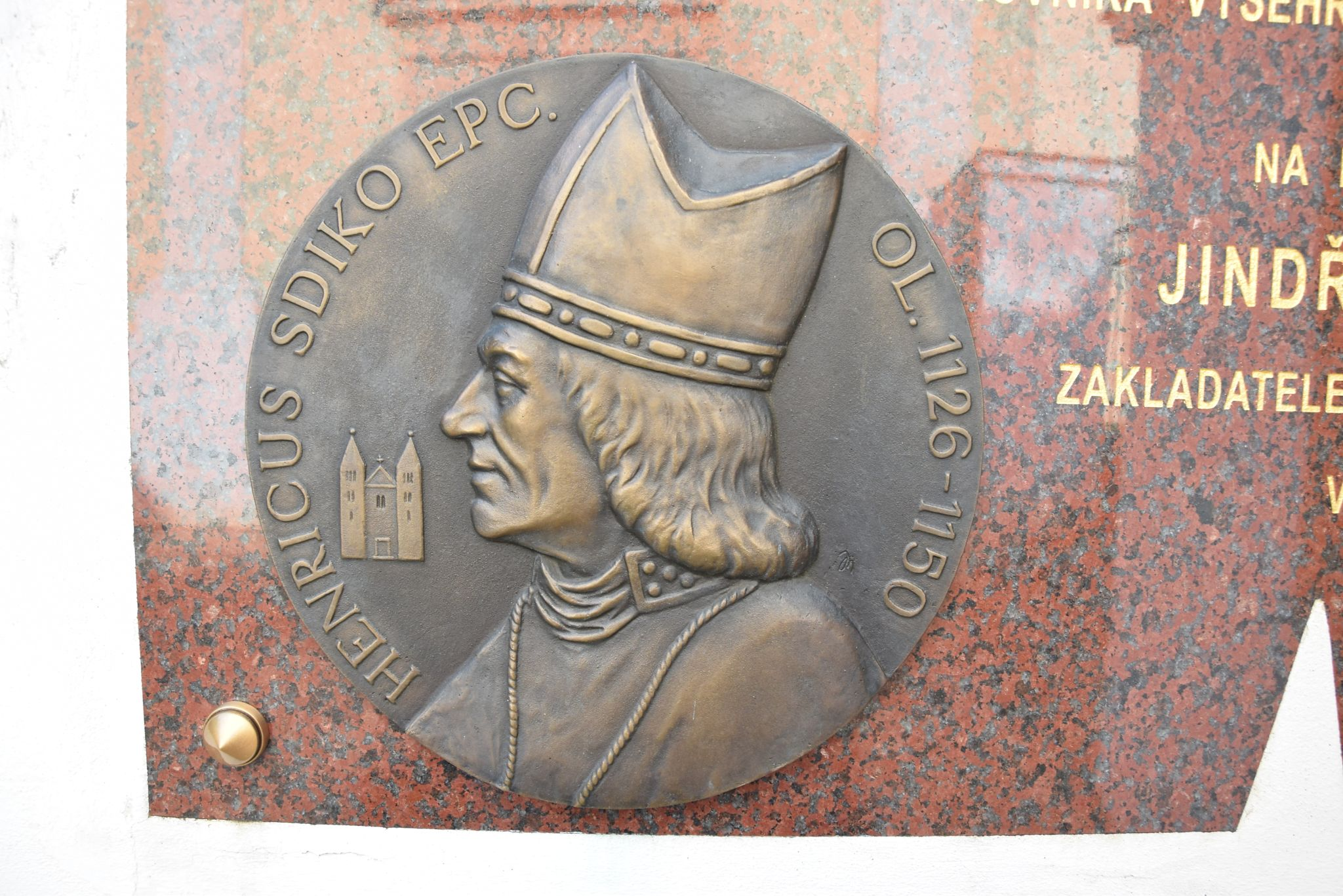
Detail bronzové plakety pamětní desky Jindřicha Zdíka

V těsné blízkosti hlavního vstupu do kostela stojí moderní lurdská svatyně. Socha Panny Marie Lurdské původně zdobila interiér kostela v místě kazatelny. Dnes stojí na kameni připomínajícího donaci blanenského mlynáře Václava Matušky, z níž byla financována stavba jižní oratoře. Do blízkosti kaple byla v roce 2015 při příležitosti domnělého 880. výročí založení kostela umístěna pamětní deska s bronzovou plaketou zpodobňující zakladatele, olomouckého biskupa Jindřicha Zdíka. Její originál vytvořil sochař a rodák z blízkého Ráječka Jan Neckař. Upomínku na dlouhou historii blanenského kostela požehnal Zdíkův nástupce, olomoucký arcibiskup Jan Graubner.
V těsném sousedství kaple stojí při vstupu do kostela betonový reliéf znázorňující Krista na Olivové hoře. Pořízen byl v roce 1939.

### Bývalý hřbitov

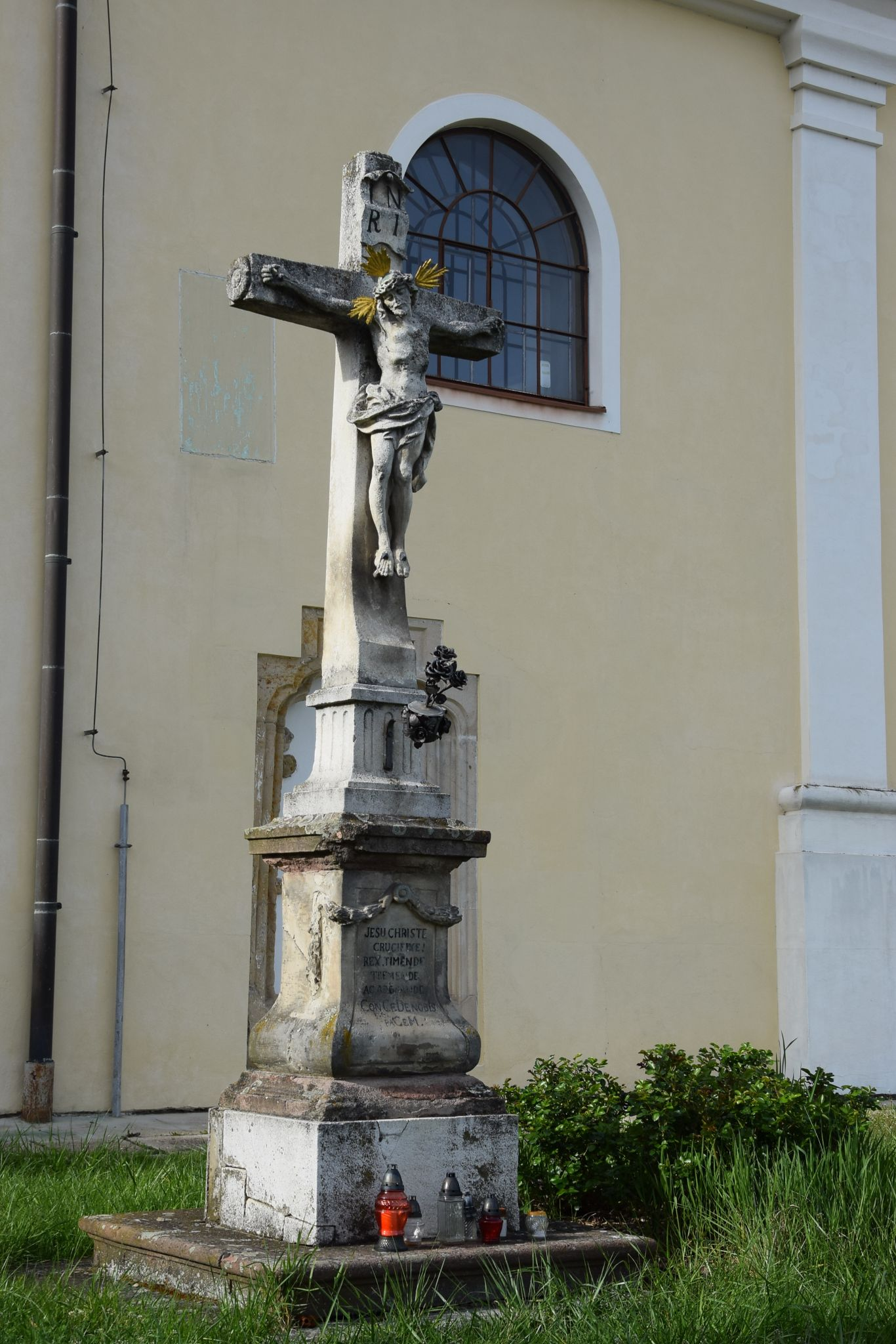
Barokní kříž z roku 1801 na místě hřbitova

První hřbitov se rozkládal v bezprostředním okolí kostela. Od zbytku vsi jej společně s kostelem oddělovala pevná kamenná zeď, jež působila jako hradba. Její pozůstatky lze dnes spatřit na jižní straně pod kostelem a farní budovou. Nevelký pohřbívací prostor brzy přestal dostačovat, proto byla zřízena kostnice pro ukládání vykopaných ostatků. Z pramenů víme, že ta poslední byla zbudována v roce 1718 v místě současných schodů na věž a kůr.
Nedostatek hrobových míst přiměl obyvatele k hledání nového většího hřbitova. Od roku 1830 se k ukládání zesnulých začal používat hřbitov poblíž bývalé Ježkovy továrny (pozdějšího Adastu) na dnešní Svitavské ulici, který ale kvůli špatnému podloží nahradil hřbitov v lokalitě Branky (dnešní park mezi ulicemi Hořická a Brněnská). Nový hřbitov přestal svému účelu dostačovat na počátku 20. století, po mnoha peripetiích bylo rozhodnuto o vystavění nového hřbitova na současném místě. Stavba byla dokončena v roce 1934.

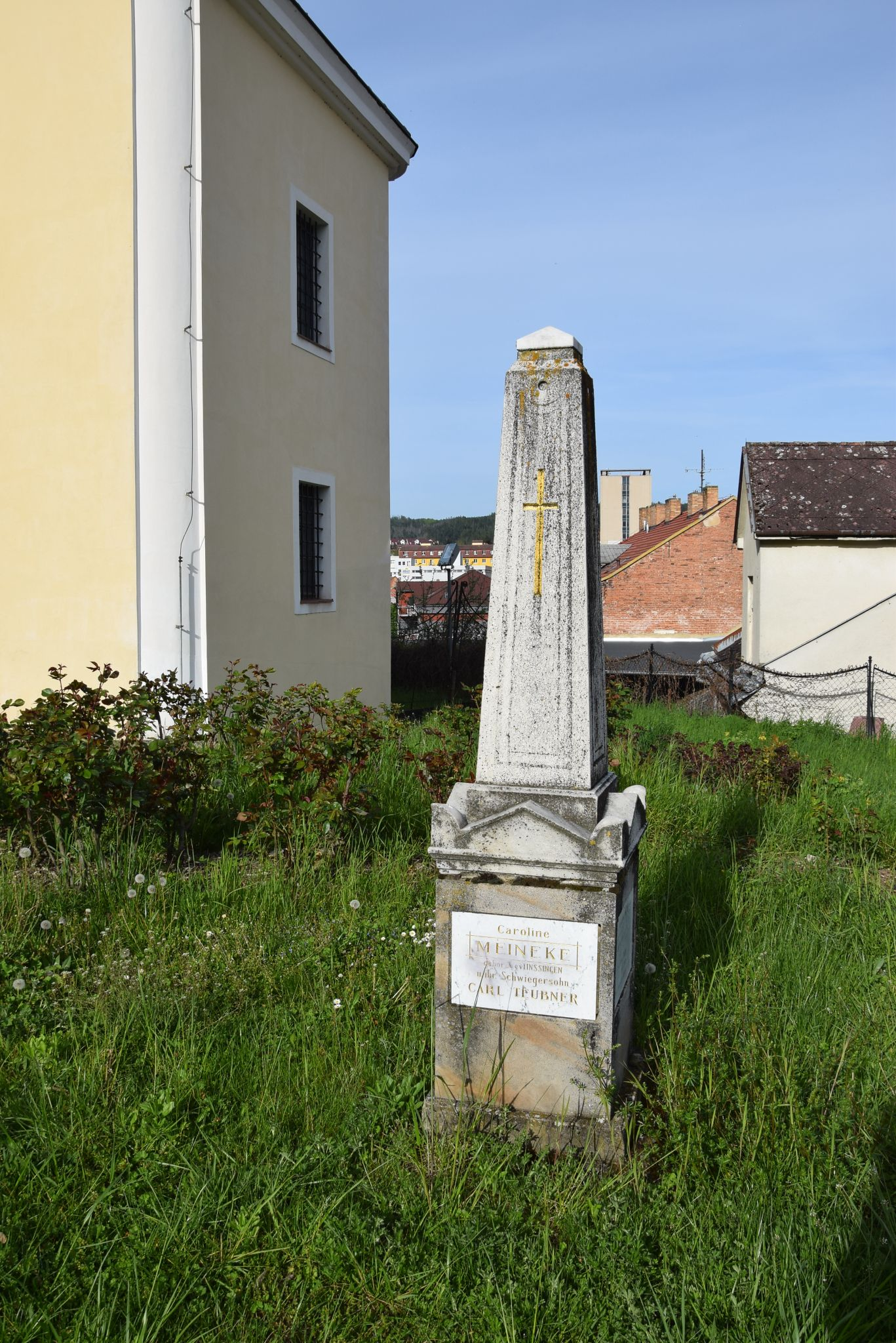
Replika památníku Karoliny Meineke s rozáriem

V dobách po zrušení hřbitova okolí kostela zarůstalo zelení. Změna nastala po rozsáhlé opravě opěrné zdi kostela v roce 2006, kdy bylo rozhodnuto o zřízení parčíku s rozáriem. Prostoru dominují dvě stavby – barokní kříž z roku 1801 a replika památníku Karoliny Meineke. Kamenný a bezmála čtyři metry vysoký kříž je připomínkou bývalého hřbitova. Památník Karoliny Meineke je symbolickou památkou hrobu ženy, která se v roce 1791 provdala za budoucího britského krále Viléma IV. Nerovný a utajovaný sňatek hannoverské baronesy a prince britské královské krve způsobil pohoršení a manželství muselo být rozvedeno. Nemocemi zkoušená Karolina se podruhé provdala za lékaře a chemika Adolfa Meinekeho, s nímž v roce 1808 přichází na dvůr blanenského majitele Františka Huga Salm-Reifferscheidta. Na blanenském zámku umírá v roce 1815 a je pochována u kostela sv. Martina. Po zrušení hřbitova v roce 1830 její hrob zaniká.

### Farní budovy, dvůr a zahrada

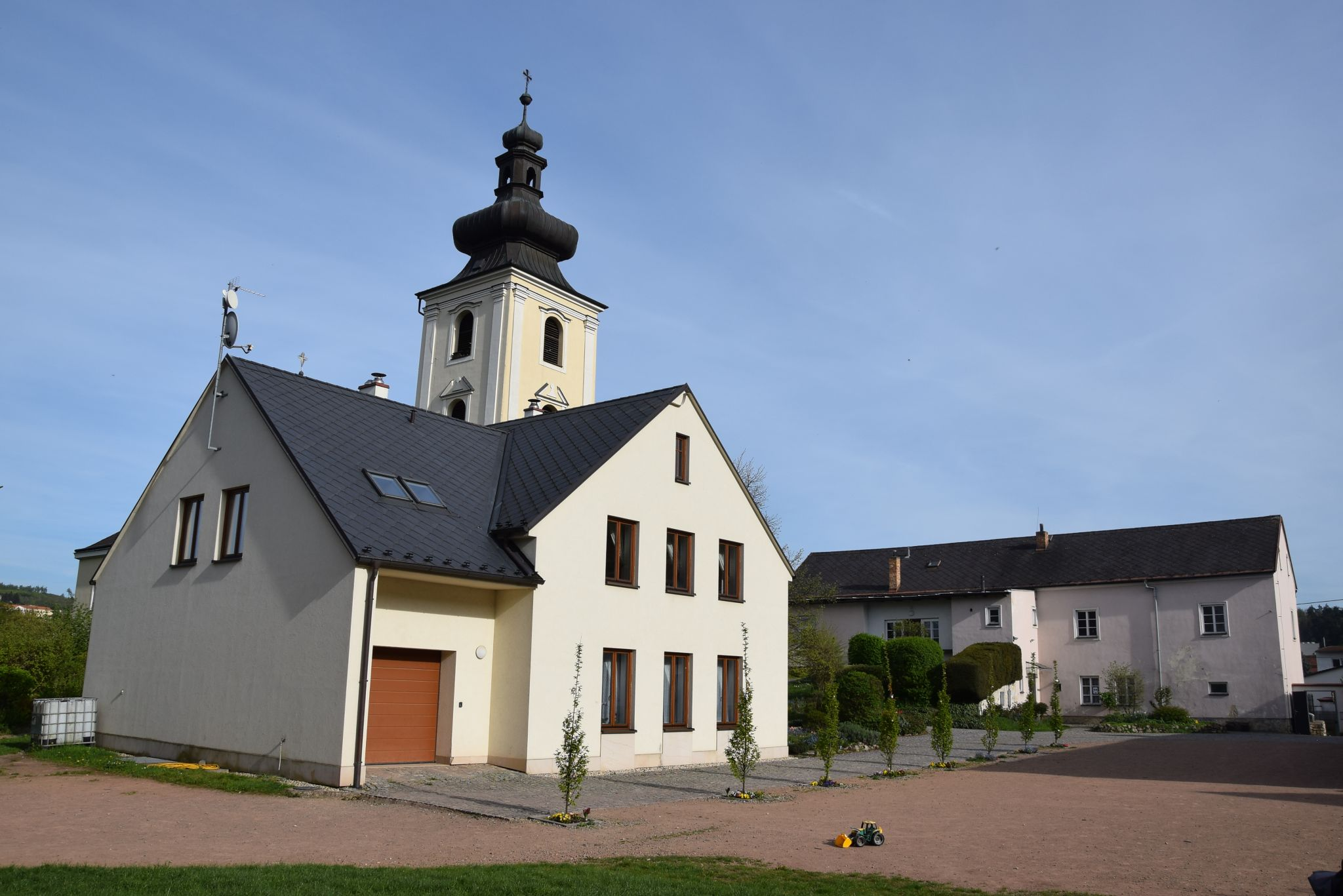
Současný stav farního areálu – budova nové fary (vlevo) a staré fary (vpravo)

Nedílnou součástí kostela je fara. Historie budov zajišťujících chod farnosti a zejména potřeby duchovních správců stojí ve stínu kostela. Je jasné, že společně s kostelem musela být postavena budova pro duchovního správce, její podoba a umístění však nejsou upřesněny. Josef Čech tvrdí, že už při zřízení kostela nechal biskup Zdík v jeho blízkosti vybudovat letohrádek, jehož součástí mohla být i fara. Josef Pilnáček toto tvrzení rozporuje a namítá, že není podložitelné historickými prameny.
Farní budova stojící na ulici Komenského byla od základů vystavěna po rozsáhlé dostavbě kostela v roce 1713, o čemž svědčí i nápis nad jejím vchodem a erb donátorů z rodu Gellhornů. Jednopatrová budova má kamenné základy, přičemž přední část tvoří kamenná zeď. K západní a severní straně fary přiléhá otevřený dvůr lemovaný hospodářskými budovami.
Bezmála tři staletí uběhla od zásadního rozhodnutí vybudovat farní budovu odpovídající současným (mj. ekonomicky únosným) požadavkům. Na místě staré stodoly na farním dvoře vyrostla nová fara, jejíž základní kámen požehnal papež Benedikt XVI. při své návštěvě moravské metropole v roce 2009. Stará farní budova byla přeměněna na komunitní centrum a potřebné zázemí v ní našly aktivity farnosti (např. skauti, kroužky Kolpingovy rodiny aj.). V roce 2017 se paleta aktivit komunitního centra rozšířila i o budovu Lotos při východní hranici farního areálu. Budovu požehnal při své návštěvě v roce 2019 kardinál Dominik Duka.
Podobnou zásadní proměnou prošel i farní dvůr a přiléhající farní zahrada. V rámci stavby nové fary bylo rozhodnuto o proměně celého prostoru a jeho přizpůsobení návštěvníkům všech věkových kategorií. Část prostoru je vyhrazena domácím zvířatům (ovce, včely), o něž se stará v rámci kroužků Kolpingovy rodiny mládež. Podobně se přistupuje i k péči o rostliny a celkové údržbě areálu. Duchovní (a meditativní) prožitek z místa umožňuje načerpat pět skleněných objektů, které jsou inspirovány pěti tajemstvími radostného růžence. Farní dvůr je především místem setkávání všech lidí dobré vůle, což je poznat na vzájemných vztazích ve farnosti i mimo ni. Tříletá proměna areálu byla dokončena v roce 2012 a v červnu za účasti farníků a duchovních správců blanenské farnosti posvěcena brněnským biskupem Vojtěchem Cikrlem.